# Соррентино, Стефано
Сте́фано Сорренти́но (итал. Stefano Sorrentino; 28 марта 1979, Кава-де-Тиррени) — итальянский футболист, вратарь клуба «Черво».

## Биография
Летом 2005 года Соррентино перешёл из обанкротившегося «Торино» в афинский АЕК, подписав с клубом четырёхлетний контракт. 21 ноября 2006 года, в домашнем матче группового этапа Лиги чемпионов против «Милана», греческий клуб одержал победу со счетом 1-0, а сам Стефано получил звание Игрока матча.
После аренды в «Рекреативо» Соррентино вернулся на родину, в «Кьево», и опять на правах годичной аренды. В сезоне 2008/09 он отыграл 32 матча из 38.
12 июля 2009 года «летающие ослы» выкупили трансфер Соррентино, заключив с ним трудовое соглашение на постоянной основе. С тех пор Стефано являлся бессменным основным вратарем «Кьево», вплоть до своего ухода.
25 января 2013 года, после длительных переговоров, Соррентино подписал контракт на 3,5 года с клубом «Палермо».